# Тастиозек (Кербулацький район)
Тастиозе́к (каз. Тастыөзек) — село у складі Кербулацького району Жетисуської області Казахстану. Входить до складу Когалинського сільського округу.
Населення — 496 осіб (2021; 454 у 2009, 500 у 1999, 589 у 1989).